# Стадион де Ламитије
Стадион де Ламитије (фр. Stade de l'Amitié) или Стадион пријатељство је вишенаменски стадион у Котону у Бенину. Најчешће се користи за фудбалске утакмице, а има и објекте за атлетику. Стадион има капацитет од 35.000 људи. У децембру 2015. стадион је преименован у Стаде де л'Амитие Матју Кереку, у част бившег председника Републике, генерала Матје Керекуа, који је преминуо у октобру те године.
Стадион је дом фудбалске репрезентације Бенина.
Дана 10. јула 2021. године, стадион био је домаћин финала Купа Конфедерације КАФ, у којем се Раја Казабланка из Марока сусрела са ЈС Кабилијем из Алжира, где је први победио са 2–1,